# North Golden Valley (Dakota del Norte)
North Golden Valley es un territorio no organizado ubicado en el condado de Golden Valley en el estado estadounidense de Dakota del Norte. En el Censo de 2010 tenía una población de 22 habitantes y una densidad poblacional de 0,06 personas por km².

## Geografía
North Golden Valley se encuentra ubicado en las coordenadas 47°9′14″N 103°44′9″O / 47.15389, -103.73583. Según la Oficina del Censo de los Estados Unidos, North Golden Valley tiene una superficie total de 371.15 km², de la cual 370.76 km² corresponden a tierra firme y (0.1%) 0.38 km² es agua.

## Demografía
Según el censo de 2010, había 22 personas residiendo en North Golden Valley. La densidad de población era de 0,06 hab./km². De los 22 habitantes, North Golden Valley estaba compuesto por el 100% blancos, el 0% eran afroamericanos, el 0% eran amerindios, el 0% eran asiáticos, el 0% eran isleños del Pacífico, el 0% eran de otras razas y el 0% pertenecían a dos o más razas. Del total de la población el 0% eran hispanos o latinos de cualquier raza.